# Fréquence de Brunt-Väisälä
Pour les articles homonymes, voir Brunt et Vaisala (homonymie).

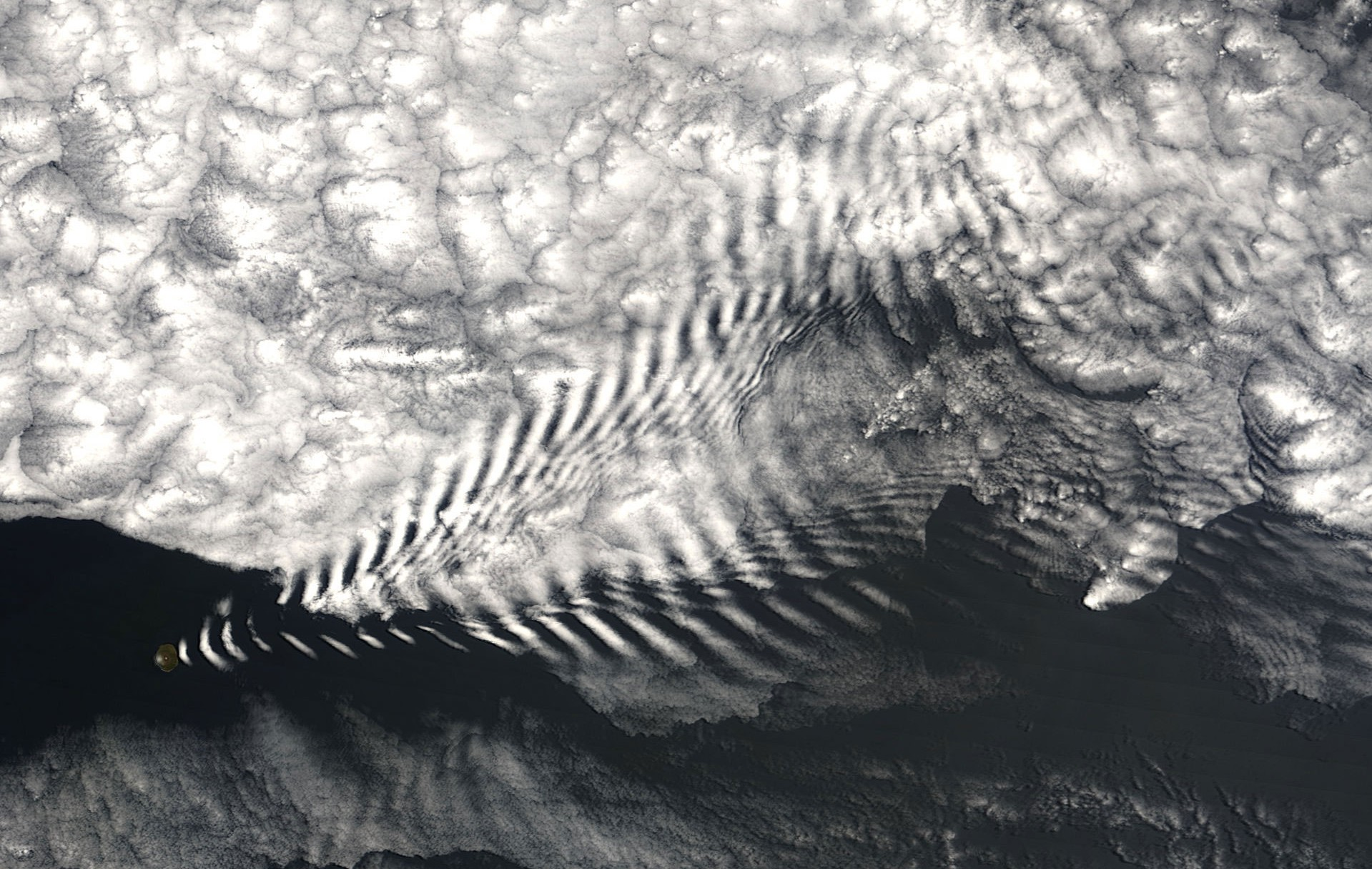
Bandes parallèles de nuages formées par une onde orographique en aval de l'Île Amsterdam et dont l'espacement est gouverné par la fréquence de Brunt-Väisälä

La fréquence de Brunt-Väisälä (ou Brunt-Vaisala) ou pulsation de Brunt-Väisälä,,, est la fréquence d'oscillation d'une particule fluide déplacée verticalement dans un environnement stable autour de sa position initiale paramétrisée par David Brunt et Vilho Väisälä. Elle correspond à la fréquence d'une onde de gravité qui joue un rôle très important dans les échanges énergétiques des écoulements géophysiques, notamment en dynamique atmosphérique et pour l'océanographie physique. Par exemple, entre autres paramètres, la fréquence de Brunt-Väisälä contrôle la hauteur et l'espacement entre les rues de cumulus ou les altocumulus lenticularis en aval de montagnes, ainsi que celui entre les crêtes de houle en pleine mer.

## Théorie
Le concept de l'oscillation et de la fréquence de Brunt-Väisälä provient de l'application de la deuxième des trois lois de Newton dans un milieu stablement verticalement stratifié. On peut expliquer la nature oscillatoire des fluides stratifiés en pensant à une particule de fluide dont la densité augmente avec la profondeur. Lorsqu'elle se trouve déplacée verticalement en dehors de sa position d'équilibre, sa densité devient plus grande ou plus faible que le fluide environnant et une force de restitution excédentaire, la pesanteur ou la poussée d'Archimède respectivement, apparaît et tend à la ramener vers le point d'équilibre. En général, la particule dépasse l'équilibre sur son chemin de retour, car la force a induit une accélération. Ce phénomène, entretenu, déclenche une oscillation dont la « fréquence » (ou, à proprement parler, la pulsation) est, :
où {\displaystyle g} est l'accélération locale de la pesanteur, {\displaystyle dz} est le déplacement de la parcelle et {\displaystyle \rho _{\theta }} est la densité potentielle définie comme la densité qu'aurait une parcelle de fluide déplacée adiabatiquement à une pression de référence {\displaystyle p_{0}}  (souvent choisie comme un bar dans le cas de l'atmosphère terrestre).
Pour un gaz parfait, on a l'égalité  :  {\displaystyle \rho _{\theta }=\rho \times \left({\frac {p_{0}}{p}}\right)^{\frac {1}{\gamma }}} où {\displaystyle \rho } est la masse volumique, {\displaystyle p} la pression et {\displaystyle \gamma ={7 \over 5}} l'indice adiabatique de l'air. Avec les variables thermodynamiques usuelles, on peut donc écrire
{\displaystyle N_{GP}={\sqrt {g\left({\frac {1}{\gamma }}{\frac {d\ln {p}}{dz}}-{\frac {d\ln {\rho }}{dz}}\right)}}}
Le calcul de cette fréquence est une façon de connaître la stabilité de l'air :
- une oscillation se produit si et seulement si {\displaystyle \scriptstyle N^{2}>0}, c'est-à-dire si le nombre sous la racine carrée est positif et la racine carrée est donc réelle. Cela impose que {\displaystyle \scriptstyle (d\rho /dz)} soit négatif, ce qui se traduit par le fait que le gradient de densité est négatif (la stratification du milieu doit être telle que la densité diminue avec l'altitude) ; dans le cas contraire, le nombre sous la racine est négatif et sa racine carrée est un nombre imaginaire pur. L'interprétation physique en est que l'oscillation se dissipe, comme c'est le cas dans un fluide dont la stratification n'est pas stable et où se produit de la convection : la parcelle déplacée devient par exemple moins dense que son environnement et accélère dans la même direction que le déplacement initial (pas d'oscillation) ;
- si {\displaystyle \scriptstyle N=0}, la stabilité est « neutre » car cela signifie qu'il n'y a pas de variation de densité. La parcelle déplacée demeura à sa nouvelle altitude (atmosphère) ou profondeur (océan) une fois le déplacement terminé.

### Dans l'atmosphère
La densité est reliée directement à la température et au contenu en vapeur d'eau de la parcelle d'air. Soit {\displaystyle \textstyle \theta } la température potentielle. L'équation devient, dans ce milieu :
{\displaystyle N\equiv {\sqrt {{\frac {g}{\theta }}{\frac {d\theta }{dz}}}}}, où {\displaystyle z} est l'altitude au-dessus du sol.
Dans l'atmosphère terrestre typique, la valeur de N est de 0,012 s−1. La période de l'oscillation étant {\displaystyle \textstyle 2\pi /N}, elle est de l'ordre de huit minutes.

### Dans l'océan

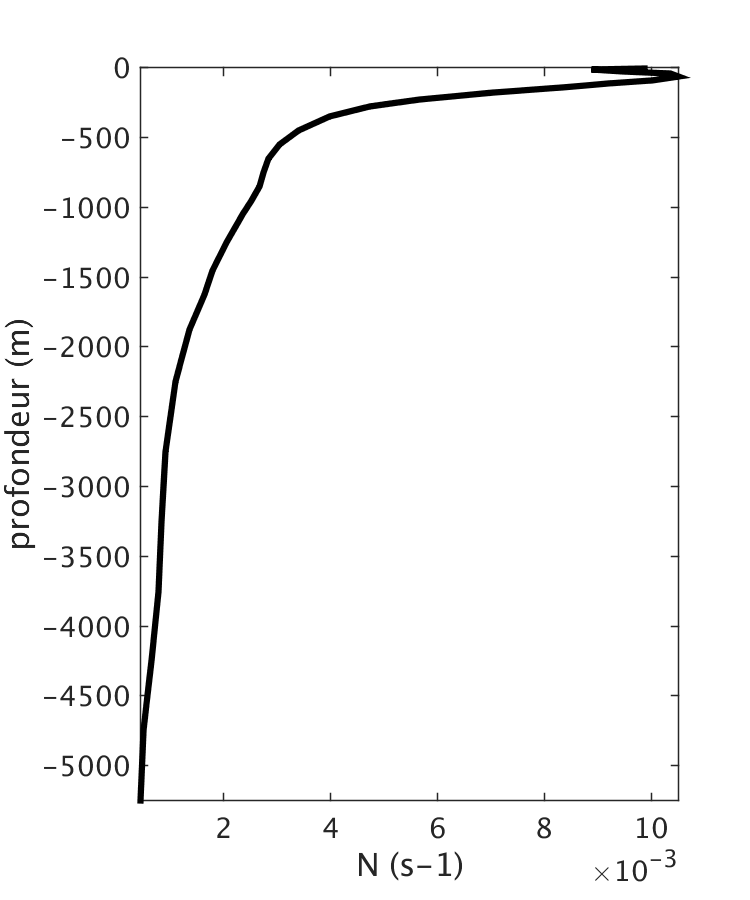
moyenne horizontale et temporelle de la fréquence de Brünt-Väisälä dans l'océan.

Dans l'océan, la densité in-situ {\displaystyle \scriptstyle \rho } dépend de la température T, de la salinité S et de la pression p : {\displaystyle \rho =\rho (T,S,p(z))}.
La variation de densité n'est pas linéaire selon la température (la densité maximale de l'eau non salée est à 4 °C et la densité change soudainement dans la couche de glace de surface, entre autres facteurs). Lorsqu'une particule de fluide est déplacée verticalement de manière adiabatique (c'est-à-dire sans que T et S ne soient modifiées) la variation de densité {\displaystyle \textstyle \delta \rho } due à une variation de niveau {\displaystyle \textstyle \delta z} est :
{\displaystyle \delta \rho =\rho _{0}\gamma {\frac {dp}{dz}}\delta z}
Où :
- {\displaystyle \textstyle \gamma ={\frac {1}{\rho _{0}}}{\frac {\partial \rho }{\partial p}}} est la compressibilité ;
- {\displaystyle \textstyle {\frac {dp}{dz}}} est la variation de la pression p avec la profondeur z orientée vers la surface ;
- {\displaystyle \textstyle \rho _{0}} est la densité moyenne (due à l'approximation de Boussinesq, généralement {\displaystyle \textstyle \rho _{0}=1\ 027{\frac {kg}{m^{3}}}}, de sorte que lorsque la particule se déplace vers la surface ({\displaystyle \textstyle \delta z>0}) la densité diminue ({\displaystyle \textstyle \delta \rho <0} car {\displaystyle \textstyle {\frac {dp}{dz}}<0} puisque z est orienté vers la surface).

C'est cette densité modifiée par la pression qu'il faut comparer à la densité environnante pour obtenir la fréquence de Brünt-Väisälä :
{\displaystyle N^{2}=-g\left(g\rho _{0}\gamma +{\frac {1}{\rho _{0}}}{\frac {\partial \rho }{\partial z}}\right)}
Cette formule peut aussi s'écrire en termes de densité potentielle référencée localement {\displaystyle \textstyle \sigma _{z_{ref}}\equiv \rho (T,S,p(z_{ref}))} :
{\displaystyle N^{2}(z)=-{\frac {g}{\rho _{0}}}\left({\frac {\partial \sigma _{z}}{\partial z}}\right)}

## Propriétés
Les ondes de gravité ont plusieurs propriétés qui s'interprètent à partir de leur fréquence, parmi lesquelles on remarque :
- la direction de propagation de ces ondes dépend de la fréquence du forçage et aussi de la fréquence de Brunt-Väisälä locale (stratification de densité locale) ;
- la vitesse de phase (vitesse de propagation des fronts d'onde) et la vitesse de groupe (vitesse avec laquelle l'énergie des ondes est transmise) des ondes internes sont perpendiculaires.

En utilisant l'approximation de Boussinesq, on peut trouver la relation de dispersion des ondes générées par :
{\displaystyle \omega =\pm N\cos {(\Theta )}} où {\displaystyle \omega } est la fréquence d'excitation utilisée, {\displaystyle N} est la fréquence de Brunt-Väisälä et {\displaystyle \Theta } est l'angle du vecteur de propagation par rapport à la horizontal.